# Carlo Deman
Carlo Deman (Charleroi, 1929) is een Belgische zanger die in het Frans en Nederlands zingt.
Zijn echte naam is Charles Van Den Bossche. Zijn bekendste Nederlandstalig nummer is "Het was maar comedie".
Carlo Deman heeft Vlaamse ouders. Hij trad voor de eerste keer op 18-jarige leeftijd voor groot publiek op, toen nog onder de naam Charlie Dan. Na de dood van zijn vader verhuisde hij met zijn moeder naar Aarschot. Hij trad een paar keer op in de shows van Bobbejaan Schoepen met onder anderen Bob Davidse. In 1951 won hij een zangwedstrijd in Vilvoorde, waardoor hij verschillende optredens in Vilvoorde en Mechelen mocht afwerken. Tijdens zijn legerdienst begint hij zijn eerste eigen nummers te componeren waaronder "Walsherinnering" en "Slechts alleen voor jou". Na zijn dienst wordt hij fulltime zanger in Antwerpen. Hij produceerde verschillende platen en speelde in enkele orkesten. Eind jaren 60 wordt hij charmezanger in het Frans.